# Niederalteich
Niederalteich ist eine Gemeinde im niederbayerischen Landkreis Deggendorf.

## Geographie
Die Gemeinde liegt geographisch am linken Ufer der Donau etwa fünf Kilometer südöstlich der Mündung der Isar in die Donau am Fuße des Bayerischen Waldes.
Es gibt zwei Gemeindeteile:
- Gundlau (Einöde)
- Niederalteich (Pfarrdorf)

## Geschichte
Der Ort entstand im Laufe der Zeit aus dem Kloster Niederaltaich der Benediktiner, das im Jahre 731 oder 741 von Herzog Odilo von Bayern gegründet worden war. Die Mönche kamen aus dem Inselkloster Reichenau im Bodensee. Sie wählten ein unbewohntes Gebiet im Mündungsgebiet der Isar und bauten auf einer Anhöhe das Kloster, das dem Heiligen Mauritius geweiht wurde. Abt Eberswind war der erste Abt, der diesen Ort Altaha (Altwasser) nannte. Nach dem Sturz der Agilolfinger wurde die Abtei Altaich im Jahre 788 durch Karl den Großen zum Reichskloster erhoben. Das Kloster wurde Anfang des 10. Jahrhunderts mehrmals durch Einfälle von Ungarn und Tschechen zerstört. Ebenfalls in diesem Jahrhundert wurde das Kloster zum Kanonikerstift. Aus den Mönchen wurden Chorherren, die für die herzogliche Grablege der Luitpoldinger zuständig waren. Nach der Zeit der Ungarneinfälle ab 990 gab es wieder Benediktiner im Kloster. Zu dieser Zeit war der Heilige Gotthard Abt des Klosters. Er führte sowohl Altaich als auch die Klöster Abtei Hersfeld und Kloster Tegernsee durch seine benediktinischen Reformen zu neuer Blüte. In diesen Klöstern bekleidete er zum Teil zeitgleich das Amt des Abtes.
Der Ort Altaich soll im Jahre 1226 60 Häuser gehabt haben. Das Kloster erhielt in der Mitte des 13. Jahrhunderts die niedere Gerichtsbarkeit über den Ort, die das Kloster bis zu seiner Aufhebung 1803 ausübte.
Im Jahre 1918 wurde das Kloster von Metten aus wieder bezogen. Die Abteikirche erhielt 1932 den päpstlichen Ehrentitel Basilica minor.
Im Jahr 2013 wurde Niederalteich von einem Hochwasser heimgesucht, das im Mai und Juni viele Orte Mitteleuropas betraf. Der Pegelhöchststand wurde bei 8,15 m gemessen. Bis zum 4. Juni wurden über 1.800 Anwohner evakuiert. Am Mittag des Tages brach ein Damm bei Winzer; dadurch wurden bis zum Abend weite Teile des Dorfes überschwemmt.

### Einwohnerentwicklung
Im Zeitraum 1988 bis 2018 wuchs die Gemeinde von 1551 auf 1762 um 211 Einwohner bzw. um 13,6 %. Am 31. Dezember 2002 zählte Niederalteich 1934 Einwohner.

## Politik

### Gemeinderat
Jeweilige Sitzverteilung nach den vergangenen vier Gemeinderatswahlen (mit prozentualer Stimmenverteilung in Klammern):
|      | BüF/ödp           | CSU               | SPD               | UWG               | Gesamt   |
| ---- | ----------------- | ----------------- | ----------------- | ----------------- | -------- |
| 2002 | 4                 | 4                 | 3                 | 2                 | 13 Sitze |
| 2008 | 4 (28,9 %)        | 3 (28,4 %)        | 2 (21,3 %)        | 3 (21,5 %)        | 12 Sitze |
| 2014 | 3 (20,97 %)       | 3 (29,24 %)       | 2 (19,82 %)       | 4 (29,97 %)       | 12 Sitze |
| 2020 | 2 Sitze (16,83 %) | 3 Sitze (28,39 %) | 2 Sitze (13,23 %) | 5 Sitze (41,54 %) | 12 Sitze |

Die Kommunalwahl am 15. März 2020 führte bei einer Wahlbeteiligung von 67,78 % zur Wahl folgender Personen:
- UWG: Franz Dullinger, Sebastian Kresse, Armin Thalhauser, Maximilian Pfaffinger, Tobias Schinke
- CSU: Johann Kapfenberger, Judith Schober, Anton Messert
- BüF/ödp: Petra Nadolny, Dr. Martin Emlinger
- SPD: Franz Ninding, Josef Staudhammer

### Bürgermeister
Zum Ersten Bürgermeister wurde am 16. März 2014 Albin Dietrich (UWG) mit 63,27 % gewählt. Dessen Mitbewerber Johann Kapfenberger (CSU) erhielt 36,73 %. Bei den Kommunalwahlen am 15. März 2020 wurde er ohne Gegenkandidaten im ersten Wahlgang mit 70,59 Prozent zum 1. Bürgermeister wiedergewählt.
Bei der Gemeinderatssitzung am 12. Mai 2020 wurde Johann Kapfenberger (CSU) zum Zweiten Bürgermeister gewählt.

### Wappen
| Wappen von Niederalteich | Blasonierung: „In Gold über grünem Dreiberg ein blauer Wellenbalken, darüber schräg gekreuzt ein roter Abtsstab und ein rotes Haumesser“ |
| Wappen von Niederalteich | Wappenbegründung: Im Wappen kommt die enge Verbindung mit dem Kloster Niederaltaich zum Ausdruck. Der grüne Dreiberg in Gold stammt aus dem Wappen des Klosters. Dies wird durch den Abtsstab noch verdeutlicht. Das Haumesser wurde verwendet, um Schilf an der Donau zu schneiden. Die Wellenlinie steht für die Donau, an welcher die Gemeinde Niederalteich liegt. |

### Klima-Bündnis
Niederalteich ist mit dem Gemeinderatsbeschluss vom 7. Dezember 2004 dem internationalen Klima-Bündnis beigetreten und hat damit ein Zeichen für den Willen zu Nachhaltigkeit in der Kommunalpolitik gesetzt.

### Gemeindepartnerschaften
- Österreich, Niederabsdorf (im Bezirk Gänserndorf, seit 1995): Abt Ratmund des Klosters Niederaltaich gründete diesen Ort 1045.
- Deutschland, Stauchitz (Sachsen, seit 1998)

Freundschaftliche Verbindungen bestehen zu:
- Österreich, Spitz, (in der Wachau, seit 1976): Das Gebiet um die Marktgemeinde gehörte von 812 bis 1504 dem Kloster Niederaltaich und war lange Zeit eine bayerische Enklave in Österreich.
- Ungarn, Bakonybél (Ungarn, seit 2000): Die Gründung von Bakonybél geht auf die Missionstätigkeit des Heiligen Gunthers zurück.

Schulische Verbindung (St.-Gotthard-Gymnasium) zu:
- Frankreich, Narbonne

## Kultur und Sehenswürdigkeiten

### Baudenkmäler

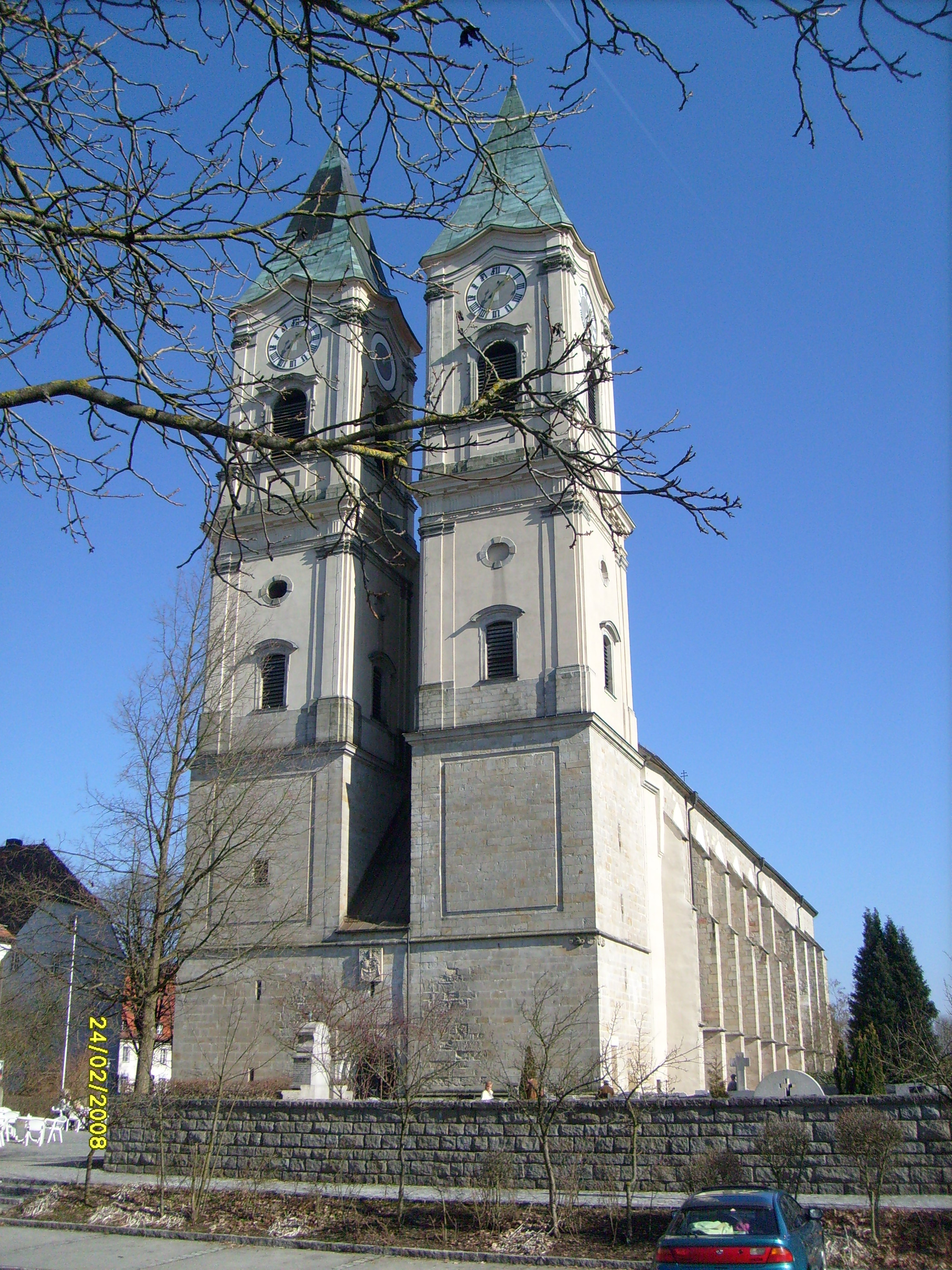
Die barocke Basilika in Niederalteich

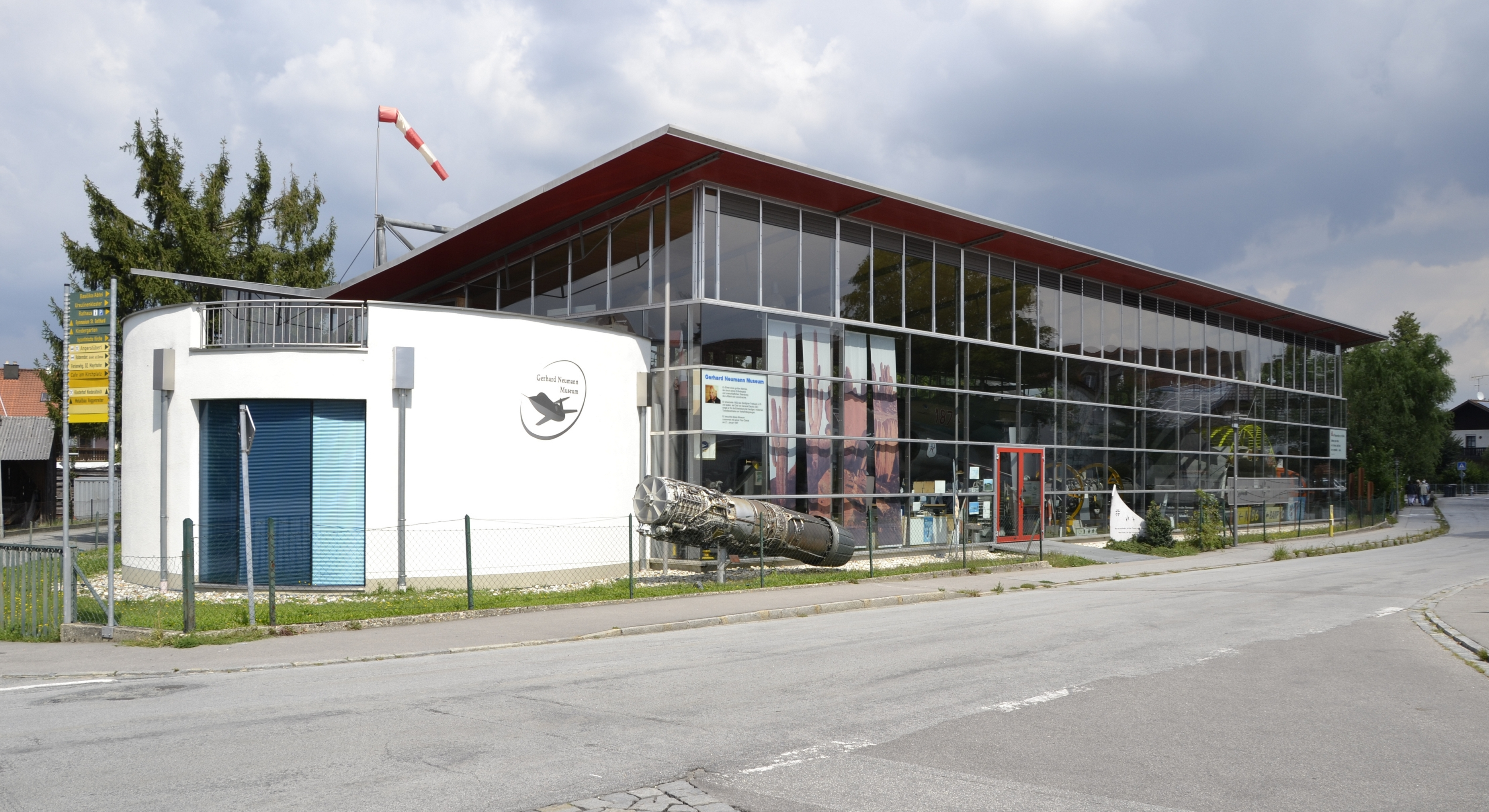
Das Gerhard-Neumann-Museum

- Kloster Niederaltaich mit Basilica minor und Klosteranlage, Kirche erbaut von 1700 bis 1739 (Barock) unter Abt Joscio Hamberger (1700–1739)
- Hofrichterhaus der Hofmark, erbaut 1705 bis 1706[7]

### Vereine
- Knabenchor der Abtei Niederaltaich, Pueri Cantores Altahensis

## Wirtschaft und Infrastruktur

### Wirtschaft
- Biogärtnerei Haushofer
- DenkWerkstatt – Franz Xaver Denk GmbH
- Dictum GmbH (Holzverarbeitungs-Workshops)
- Eisenhardt Edelstahlverarbeitung
- Hubert Ammer Landschaftsarchitekt
- MedienService Tobias Schinke
- Metallbau Voggenreiter GmbH & Co. KG
- Metall- und Anlagenbau Dieter Rustler GmbH
- Pietätsartikel Franz Kindermann
- Reitberger Druckerei
- Richard Anthofer Schreinerei Bauelemente

### Verkehr
- A 3
- Donauradweg und EuroVelo 6 (die Flüsseroute entlang sechs europäischer Flüsse vom Atlantik bis zum Schwarzen Meer)

### Bildung
- Abt-Joscio-Schule (Träger: Abt-Joscio-Schulwerk e. V.)
- St.-Gotthard-Gymnasium (Träger: Kloster Niederaltaich)
- Landvolkshochschule St. Gunther
- Gäste- und Tagungshaus St. Pirmin (Träger: Kloster Niederaltaich)
- Gerhard-Neumann-Museum zur Geschichte der Luftfahrt von 1960 zur Gegenwart

## Persönlichkeiten
- Godehard von Hildesheim (960–1038), Bischof von Hildesheim
- Friedrich Süß (1250–1335), Benediktiner und Abt der Abtei Niederalteich
- Johann Aurpach (1531–1582), Jurist und Dichter